# Kawaikereba Hentai demo Suki ni Natte Kuremasuka?
Kawaikereba Hentai demo Suki ni Natte Kuremasuka? (可愛ければ変態でも好きになってくれますか？ lit. Si es linda, ¿te gustará incluso si ella es una pervertida??) también conocido como Hensuki, es una serie de novelas ligeras de comedia romántica japonesa escrita por Tomo Hanama e ilustrada por Sune. Media Factory ha publicado 14 volúmenes en total, desde enero de 2017 hasta enero de 2022, bajo su sello MF Bunko J.
Una adaptación de manga con ilustración de CHuN se ha serializado a través de la revista de manga shōnen Mensual Dragon Dragon de Kadokawa desde el 9 de noviembre de 2017 hasta el 9 de diciembre de 2020. Se ha recopilado en 6 volúmenes tankōbon en total.
Una adaptación a serie anime por Geek Toys se estrenó el 8 de julio de 2019, y finalizó el 23 de septiembre de 2019. La serie está licenciada en Norteamérica por Funimation.

## Argumento
Keiki Kiryū, es un estudiante de preparatoria que nunca tuvo, pero desea tener, una novia. Su sueño se cumple al recibir inesperadamente una carta de amor. La carta no incluye remitente, pero sí incluye unas bragas blancas. Investigando quién podría ser “la Cenicienta que olvidó sus bragas”, Keiki descubre que cada candidata tiene un fetiche sexual y están desesperadas porque él participe en su perversión.

## Personajes
Keiki Kiryū (桐生 慧輝 Kiryū Keiki?)
Seiyū: Hiro Shimono
Sayuki Tokihara (朱鷺原 紗雪 Tokihara Sayuki?)
Seiyū: Ayana Taketatsu
Yuika Koga (古賀 唯花 Koga Yuika?)
Seiyū: Rina Hidaka
Mizuha Kiryū (みずは きりゅ Kiryū Mizuha?)
Seiyū: Kaede Hondo
Shōma Akiyama (しょま あきやま Akiyama Shōma?)
Seiyū: Keisuke Koumoto
Koharu Ōtori (おおとり こはる Ōtori Koharu?)
Seiyū: Ayaka Ōhashi
Ayano Fujimoto (ふじもと あやの Fujimoto Ayano?)
Seiyū: Anzu Haruno
Okita-sensei (沖田先生?)
Seiyū: Suzuko Mimori

## Media

### Novelas ligeras
Kawaikereba Hentai demo Suki ni Natte Kuremasuka? Está escrito por Tomo Hanama e ilustrado por Sune. Media Factory publicó el primer volumen el 25 de enero de 2017 bajo su sello MF Bunko J. 
| N.º | Fecha de lanzamiento     | ISBN                   |
| --- | ------------------------ | ---------------------- |
| 1   | 25 de enero de 2017      | ISBN 978-4-04-069008-7 |
| 2   | 25 de mayo de 2017       | ISBN 978-4-04-069279-1 |
| 3   | 25 de septiembre de 2017 | ISBN 978-4-04-069457-3 |
| 4   | 25 de enero de 2018      | ISBN 978-4-04-069672-0 |
| 5   | 25 de marzo de 2018      | ISBN 978-4-04-069915-8 |
| 6   | 25 de octubre de 2018    | ISBN 978-4-04-065236-8 |
| 7   | 25 de febrero de 2019    | ISBN 978-4-04-065528-4 |
| 8   | 25 de julio de 2019      | ISBN 978-4-04-065855-1 |
| 9   | 25 de diciembre de 2019  | ISBN 978-4-04-064185-0 |
| 10  | 25 de abril de 2020      | ISBN 978-4-04-064586-5 |

### Manga
Una adaptación a manga, ilustrada por CHuN, comenzó su serialización en la revista Monthly Dragon Age de la editorial Kadokawa comenzando desde el 9 de noviembre de 2017 y finalizando el 9 de diciembre de 2020. Se ha recopilado el manga en 6 volúmenes tankōbon; el primer volumen salió a la venta el 25 de mayo de 2018 y el sexto y ultimo volumen el 9 de febrero de 2021. 
| N.º | Fecha de lanzamiento   | ISBN                   |
| --- | ---------------------- | ---------------------- |
| 1   | 25 de mayo de 2018     | ISBN 978-4-04-072707-3 |
| 2   | 9 de noviembre de 2018 | ISBN 978-4-04-072949-7 |
| 3   | 25 de julio de 2019    | ISBN 978-4-04-073258-9 |
| 4   | 9 de octubre de 2019   | ISBN 978-4-04-073362-3 |
| 5   | 25 de abril de 2020    | ISBN 978-4-04-073612-9 |
| 6   | 9 de febrero de 2021   | ISBN 978-4-04-073362-3 |

### Anime
Una adaptación de la serie de televisión de anime se anunció el 20 de febrero de 2019. La serie está animada por Geek Toys y dirigida por Itsuki Imazaki, con Kenichi Yamashita manejando la composición de la serie, y Yōsuke Itō diseñando los personajes. Youichi Sakai está componiendo la música de la serie. Siete se acredita para la asistencia de producción de animación. La serie se estrenó el 8 de julio hasta el 23 de septiembre de 2019 en AT-X, Tokyo MX, MBS y BS11. La serie tuvo una duración de 12 episodios. Ayaka Ōhashi interpretó el tema de apertura de la serie "Daisuki", mientras que Mia Regina interpretó el tema final de la serie "Mubyū no Hana".
Un breve spin-off del anime titulado Hensuki ▽ se emitirá después de los episodios del anime principal en AT-X. Los cortos son dirigidos y escritos por Itsuki Imazaki.
| #  | Título | Estreno                  |
| -- | --- | ------------------------ |
| 1  | «¿¡Cenicienta dejó caer sus bragas!?» «Pantsu o otoshita shinderera!?» (パンツを落としたシンデレラ！？)                                                                         | 8 de julio de 2019       |
| 2  | «¿¡Príncipe indeciso!?» «Yūjū fudan na ōji-sama!?» (優柔不断な王子様！？) | 15 de julio de 2019      |
| 3  | «¿¡Cenicienta es tímida!?» «Hazukashigari ya no shinderera!?» (恥ずかしがりやのシンデレラ！？)                                                                                  | 22 de julio de 2019      |
| 4  | «¿¡Cenicienta no puede salir!?» «Sunao ni narenai shinderera!?» (素直になれないシンデレラ！？)                                                                                  | 29 de julio de 2019      |
| 5  | «Operación: Koharu es alumna de primer año» «Koharu-chan wa ichi nenseidayo☆ dai sakusen» (『小春ちゃんは一年生だよ☆』大作戦)                                                   | 5 de agosto de 2019      |
| 6  | «¿¡Cenicienta entró cayendo!?» «Ochitekita shinderera!?» (落ちてきたシンデレラ！？)                                                                                             | 12 de agosto de 2019     |
| 7  | «Operación: Koharu es alumna de primer año - Final» «Koharu-chan wa ichi nenseidayo☆ dai sakusen - Kanketsu-hen» (『小春ちゃんは一年生だよ☆』大作戦 - 完結篇)                   | 19 de agosto de 2019     |
| 8  | «¿¡El Príncipe perdió sus bragas!?» «Pantsu o nakushita ōji sama!?» (パンツをなくした王子様！？)                                                                                | 26 de agosto de 2019     |
| 9  | «¡Operación: Keiki es el maestro ahora!» «Keiki-kun wa go shujin samadayo★ dai sakusen!» (『慧輝くんはご主人様だよ★』大作戦！)                                                  | 2 de septiembre de 2019  |
| 10 | «¿¡El Príncipe se convirtió en un esclavo!?» «Dorei ni natta ōji-sama!?» (奴隷になった王子様！？)                                                                               | 9 de septiembre de 2019  |
| 11 | «¿¡Cenicienta se quitó su traje de baño!?» «Mizugi o nuida shinderera!?» (水着を脱いだシンデレラ！？)                                                                           | 16 de septiembre de 2019 |
| 12 | «¿Estás dispuesto a enamorarte de una pervertida, siempre y cuando sea una lindura?» «Kawaikereba hentai demo suki ni natte kuremasuka?» (可愛ければ××でも○○になってくれますか) | 23 de septiembre de 2019 |